# (7537) Solvay
(7537) Solvay (1996 HS8) – planetoida z pasa głównego asteroid okrążająca Słońce w ciągu 5,52 lat w średniej odległości 3,12 j.a. Odkryta 17 kwietnia 1996 roku.